# Lijst van voetbalinterlands Aruba - Cuba
Deze lijst van voetbalinterlands is een overzicht van alle officiële voetbalwedstrijden tussen de nationale teams van Aruba en Cuba. De landen speelden tot op heden een keer tegen elkaar. De eerste ontmoeting, een wedstrijd tijdens het CCCF-kampioenschap 1955, werd gespeeld in Tegucigalpa (Honduras) op 19 augustus 1955.

## Wedstrijden
| № | Plaats      | Datum            | Competitie              | Wedstrijd    | Uitslag |
| - | ----------- | ---------------- | ----------------------- | ------------ | ------- |
| 1 | Tegucigalpa | 19 augustus 1955 | CCCF-kampioenschap 1955 | Aruba − Cuba | 4 − 1   |

## Samenvatting
| Competitie         | Totaal gespeeld | Winst Aruba | Gelijk | Winst Cuba | Doelsaldo Aruba – Cuba |
| ------------------ | --------------- | ----------- | ------ | ---------- | ---------------------- |
| CCCF-kampioenschap | 1               | 1           | 0      | 0          | 4 − 1                  |
| Totaal             | 1               | 1           | 0      | 0          | 4 − 1                  |

Wedstrijden bepaald door strafschoppen worden, in lijn met de FIFA, als een gelijkspel gerekend.